# Ålviktjärnen
Ålviktjärnen är en sjö i Krokoms kommun i Jämtland och ingår i Indalsälvens huvudavrinningsområde. Sjön har en area på 0,133 kvadratkilometer och ligger 325,4 meter över havet.

## Delavrinningsområde
Ålviktjärnen ingår i det delavrinningsområde (708643-143401) som SMHI kallar för Utloppet av Hotagen. Medelhöjden är 374 meter över havet och ytan är 201,7 kvadratkilometer. Räknas de 248 avrinningsområdena uppströms in blir den ackumulerade arean 3 106,44 kvadratkilometer. Hårkan som avvattnar avrinningsområdet har biflödesordning 2, vilket innebär att vattnet flödar genom totalt 2 vattendrag innan det når havet efter 257 kilometer. Avrinningsområdet består mestadels av skog (65 procent). Avrinningsområdet har 49,15 kvadratkilometer vattenytor vilket ger det en sjöprocent på 24,3 procent.